# 리크루트 (영화)
《리크루트》(영어: The Recruit)는 미국에서 제작된 로저 도널드슨 감독의 2003년 첩보 스릴러 영화이다. 알 파치노, 콜린 패럴 등이 출연하였고, 제프 어펠 등이 제작에 참여하였다.

## 출연진
- 알 파치노 - CIA 요원 월터 버크 역
- 콜린 패럴 - 제임스 더글러스 클레이턴 역
- 브리짓 모이너핸 - CIA 요원 레일라 무어 역
- 게이브리얼 막트 - CIA 요원 잭 역
- 칼 프루너 - CIA 요원 데니스 슬레인 역
- 유진 리핀스키 - 허스키 맨 역
- 케네스 미첼 - 앨런 역
- 머윈 몬디지어 - 스탠 역

## 기타 제작진
- 배역: 마샤 로스, 로빈 D. 쿡
- 미술: 앤드루 매캘파인

## 우리말 녹음
MBC 성우진
- 박일 - 버크 (알 파치노)
- 안지환 - 제임스 (콜린 패럴)
- 기경옥 - 레일라 (브리짓 모이너핸)
- 김명수
- 최상기
- 김강산
- 이승환
- 김두희
- 류승곤
- 양준건
- 유상우
- 이민하
- 한경화